# Via de la plata

La Via de la plata recorria 470 km entre Augusta Emèrita (Mèrida) i Asturica Augusta (Astorga).

La Via de la Plata era una calçada romana que travessava de sud a nord part de l'oest d'Hispània, des d'Augusta Emèrita fins a Asturica Augusta.
Dos mil·lennis després, el seu traçat ha servit de base per projectar la Carretera de Gijón a Port de Sevilla i l'Autovia Ruta de la Plata, vies de comunicació que vertebren l'occident espanyol. Aquesta última via s'ha convertit en una ruta turístico-cultural que ha estat recolzada institucionalment. Ha generat una forta polèmica el seu traçat, ja que les evidències històriques que es conserven, tant fonts literàries com arqueològiques, defineixen el seu recorregut exclusivament entre Mèrida i Astorga. En defensa d'aquest traçat va sorgir l'Associació de Pobles de la Via de la Plata, presidida per l'alcalde d'Astorga, que des de 2006 duu a terme accions de protesta contra l'extensió artificial de la Via.

## Etimologia

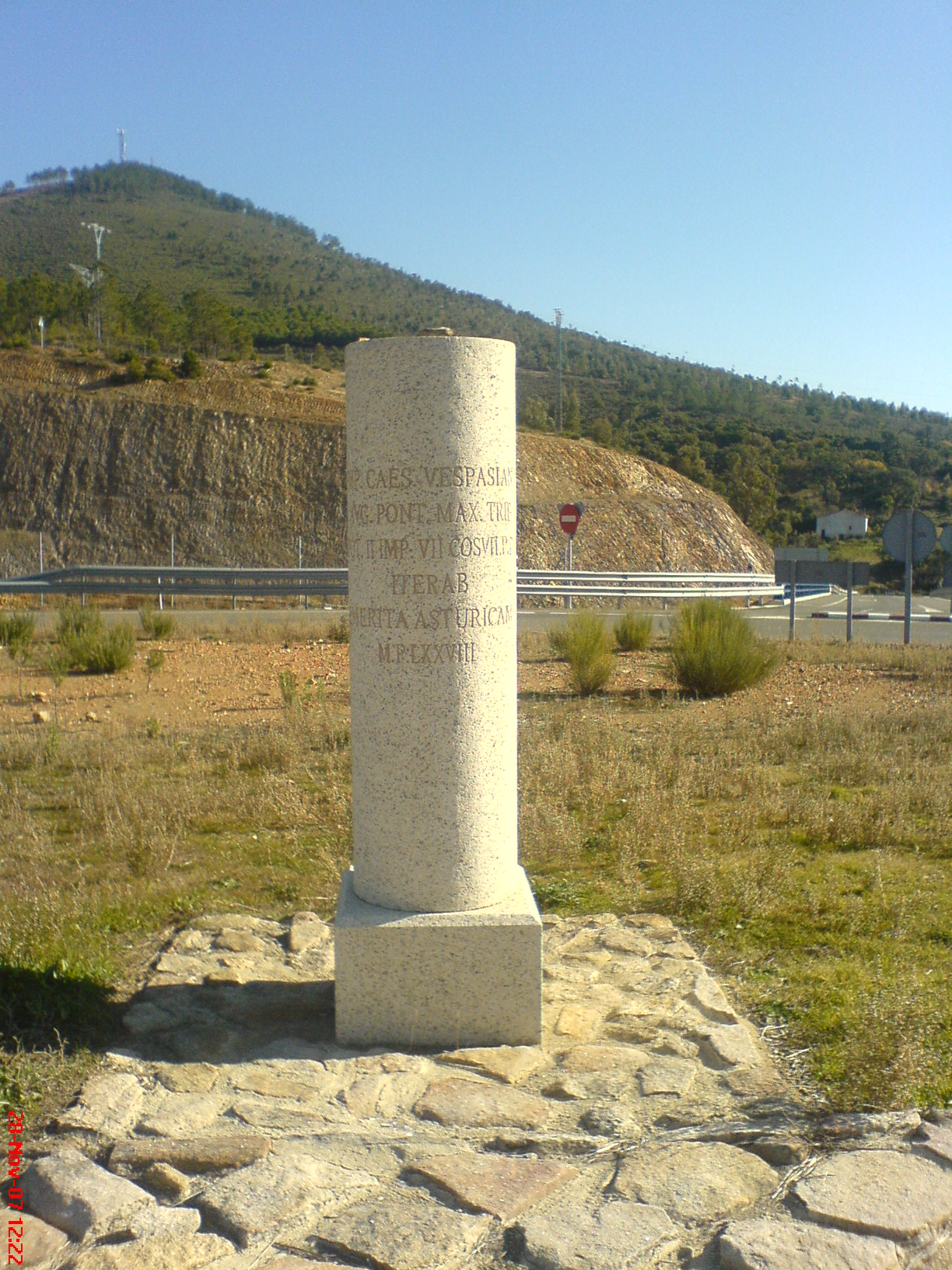
Fita commemorativa de la calçada al port dels Castanyers, entre Càceres i Plasència.

La Via de la plata, malgrat el seu nom, mai va ser un camí que destaqués pel comerç de plata. La denominació es deu, com en altres ocasions, a una evolució popular per una confusió fonètica. En època andalusina, la ruta es va denominar al-Balat (el camí empedrat), una paraula molt freqüent en altres zones d'Espanya i que ha estat l'origen de topònims com Albalat i Albalate. És possible que aquesta pronunciació provoqués que la gent confongués el seu so al del metall, i per aquest motiu comencés a denominar-la Via de la plata en una data indeterminada, però anterior a 1504 i 1507, quan es documenta per primera vegada amb Cristòfor Colom i Antonio de Nebrija respectivament. En el primer apareix simplement com la Plata i en el segon d'aquesta forma:
| « | Est praeterea eiusdem Lusitanie via nobilissima: Argentea vulgo dicitur. Quod Licinius pontifex primum stravit, deinde Traianus Caesar refecit, et deinceps Aelius Pertinax aliiqui imperatores restituerunt, id quod ex lapidibus intelligitur: quibus millia passum distinguuntur. Ea perducta est ab Emerita Augusta per Castra Caecilia Salmanticam usque, ubi primum in extima pontis parte incipit evanescere, neque ulterius ullum viae illius vestigium cernit. | » |

Una altra hipòtesi sobre el nom és que pogués procedir d'una tardana "Via Delapidata", tot i que planteja alguns problemes com l'absència en aquesta calçada de veritables silices o lapidis, és a dir, empedrat, que no era el més usual en els recorreguts no urbans de les calçades. El tipus de grava que rematava les calçades no urbanes es deia glareae en llatí.

## Origen

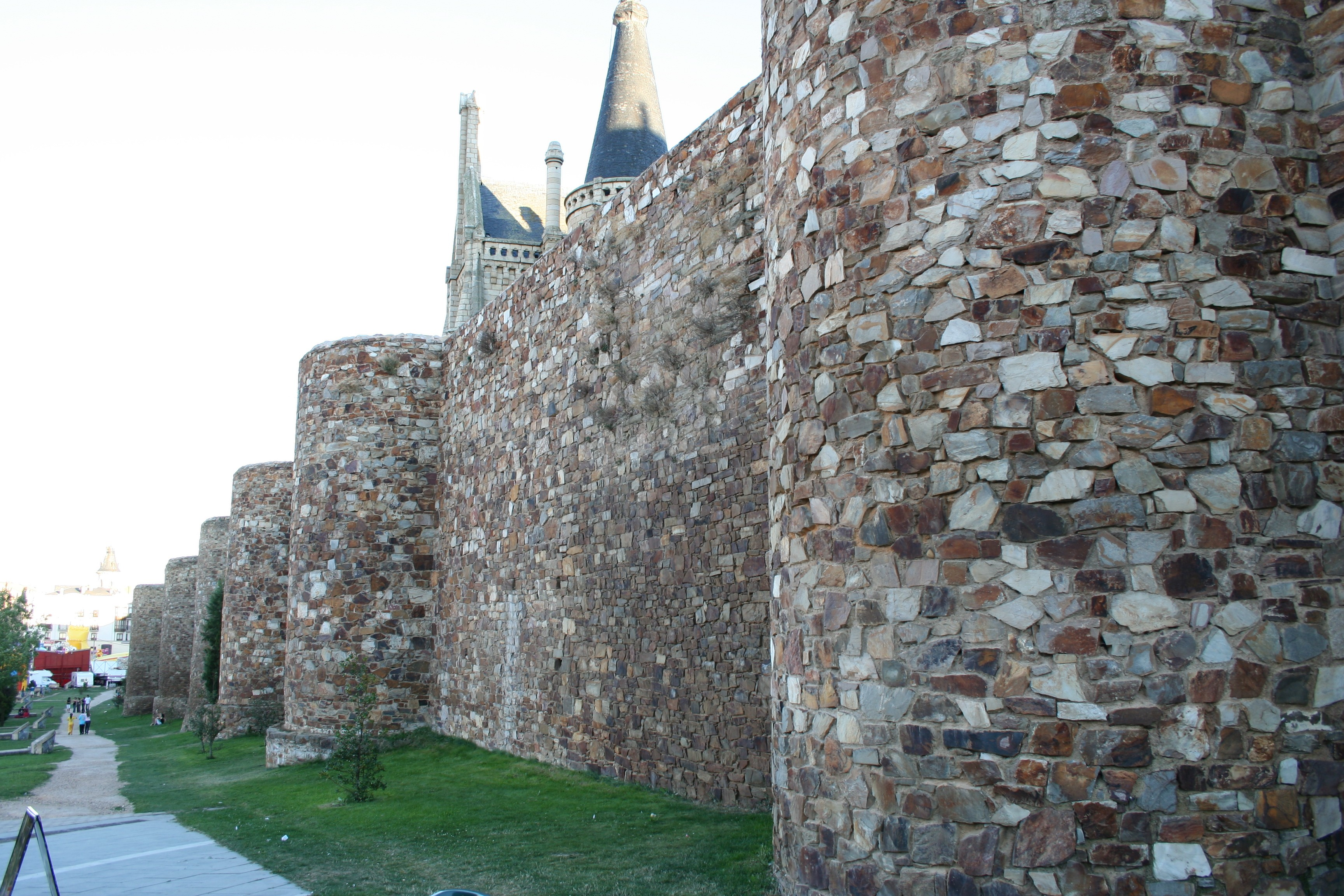
Muralles d'Astorga.

L'origen històric d'aquesta ruta de comunicació és incert. Durant el període protohistòric, coincidint amb la presència en el sud peninsular de la cultura dels Tartessos, es tenen notícies de l'existència de contactes comercials amb l'oest hispà, gràcies a diverses troballes arqueològiques, per una ruta denominada per alguns estudiosos com la "Via de l'Estany", ja que se suposa que per hi circulava bona part d'aquest metall a la Península.
Als segles posteriors va continuar sent freqüentada, sense que es conegui el seu nom concret, convertint-se, fins a l'arribada de Roma, en una de les principals vies de comunicació dels pobles hispans conjuntament amb la denominada Via Heràclea, que recorria tot el Llevant, des de Cadis, fins a travessar els Pirineus.
Els autors espanyols dels segles XVII i XVIII, com Bernabé Moreno de Vargas, anomenaven aquesta ruta "Via consular" i "Via militar", perquè estaven convençuts de la seva existència en època republicana. Per això és probable que s'arrangés la ruta preexistent per facilitar el moviment de les tropes. És conegut que des de ben aviat els romans van mostrar interès en l'exploració i conquesta del nord peninsular, com demostra la seva primera expedició a Gal·lècia el 137 aC.
Durant l'època romana la via es va mantenir com a eix fonamental de les comunicacions tant durant la conquesta (en ser camí d'accés des de la Bètica cap al nord-oest) com en època imperial. Diverses fonts escrites descriuen el seu recorregut, entre elles l'Itinerari de Antonino, que descriu un traçat (Iter ab Emerita Asturicam) que partia d'Augusta Emèrita (Mèrida), capital de la província de Lusitània, per finalitzar a Asturica Augusta (Astorga), capital del Convent Asturicense i una de les principals ciutats de la província Tarraconense. En el seu camí travessava diversos nuclis com Bedunia (Sant Martín de Torres), Brigeco (Castrogonzalo), Ocelo Durii (Villalazán, província de Zamora), Salmantica (Salamanca), Cáparra o Norba Caesarina (Càceres).

## Evolució

Mapa de les calçades romanes a Hispània.

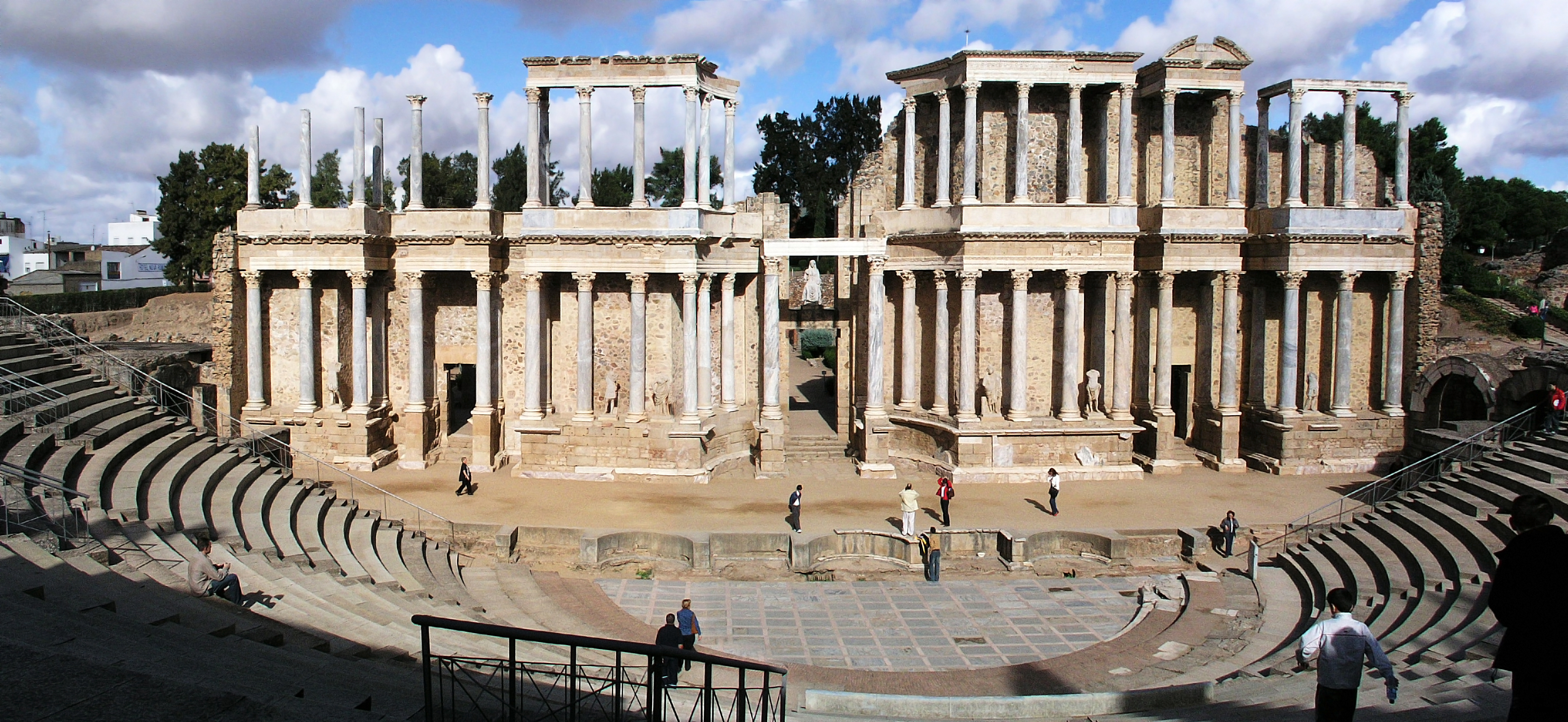
Teatre Romà de Mèrida.

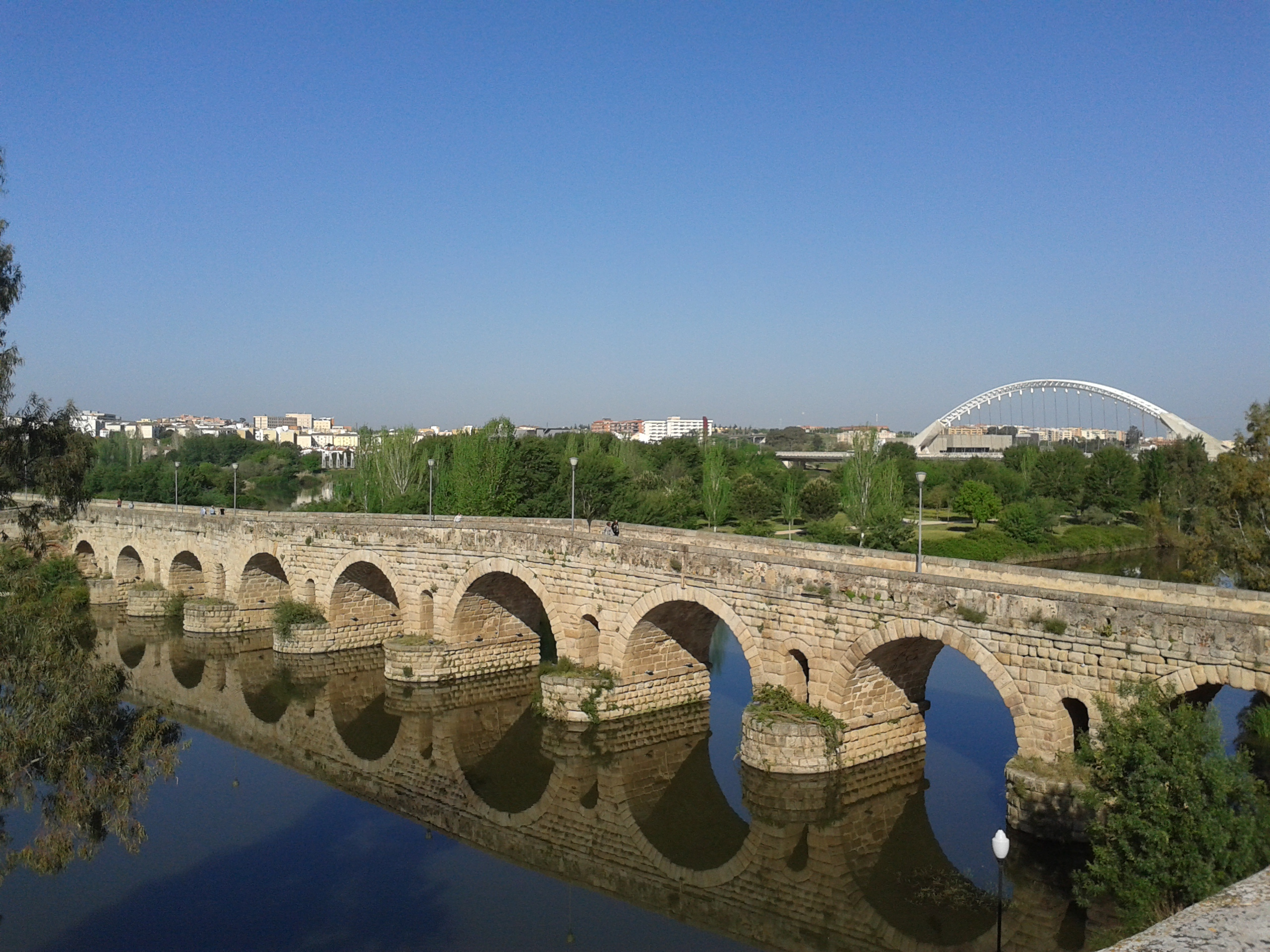
Pont Romà de Mèrida sobre el riu Guadiana.

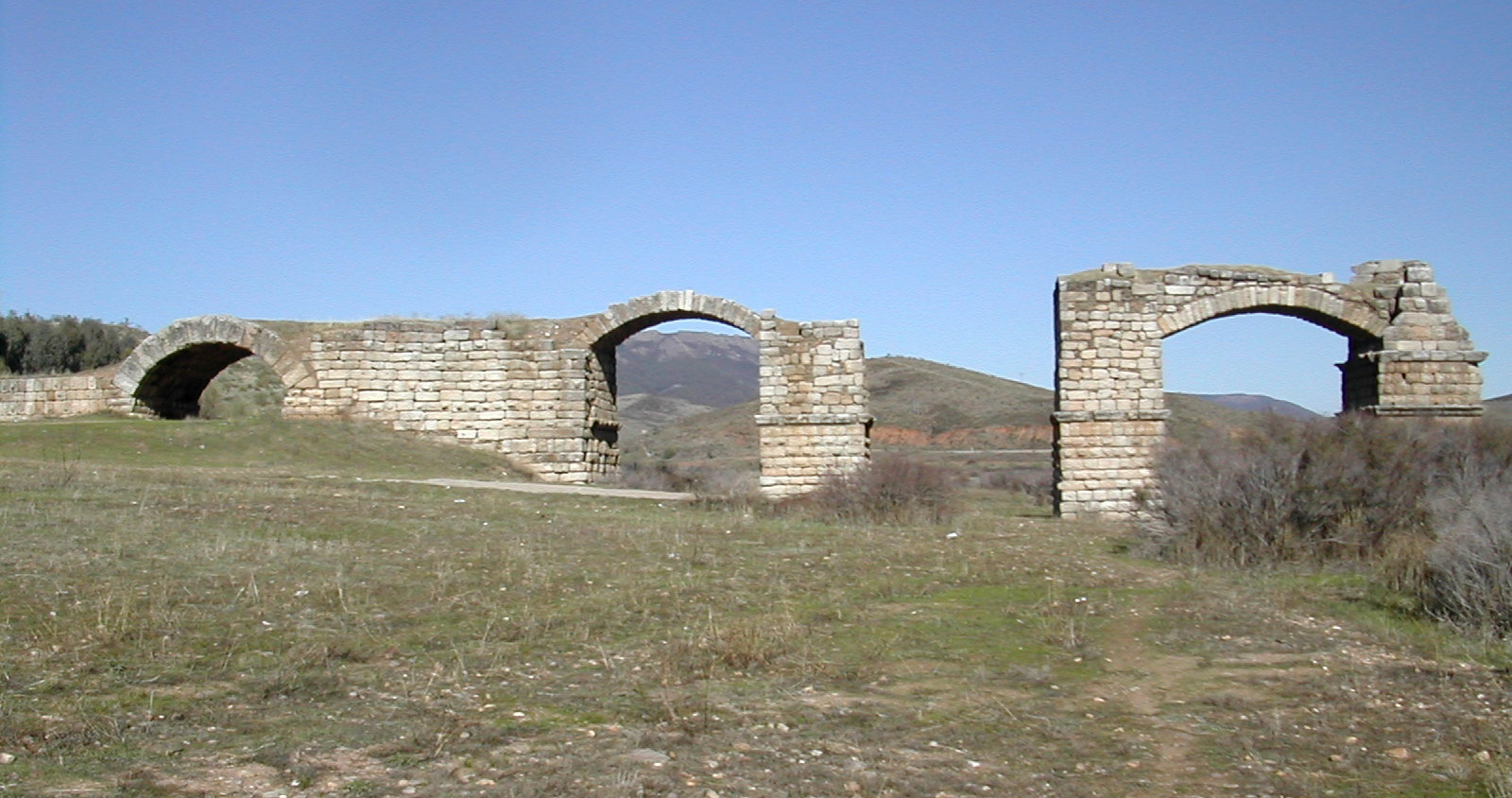
El pont romà d'Alconétar.

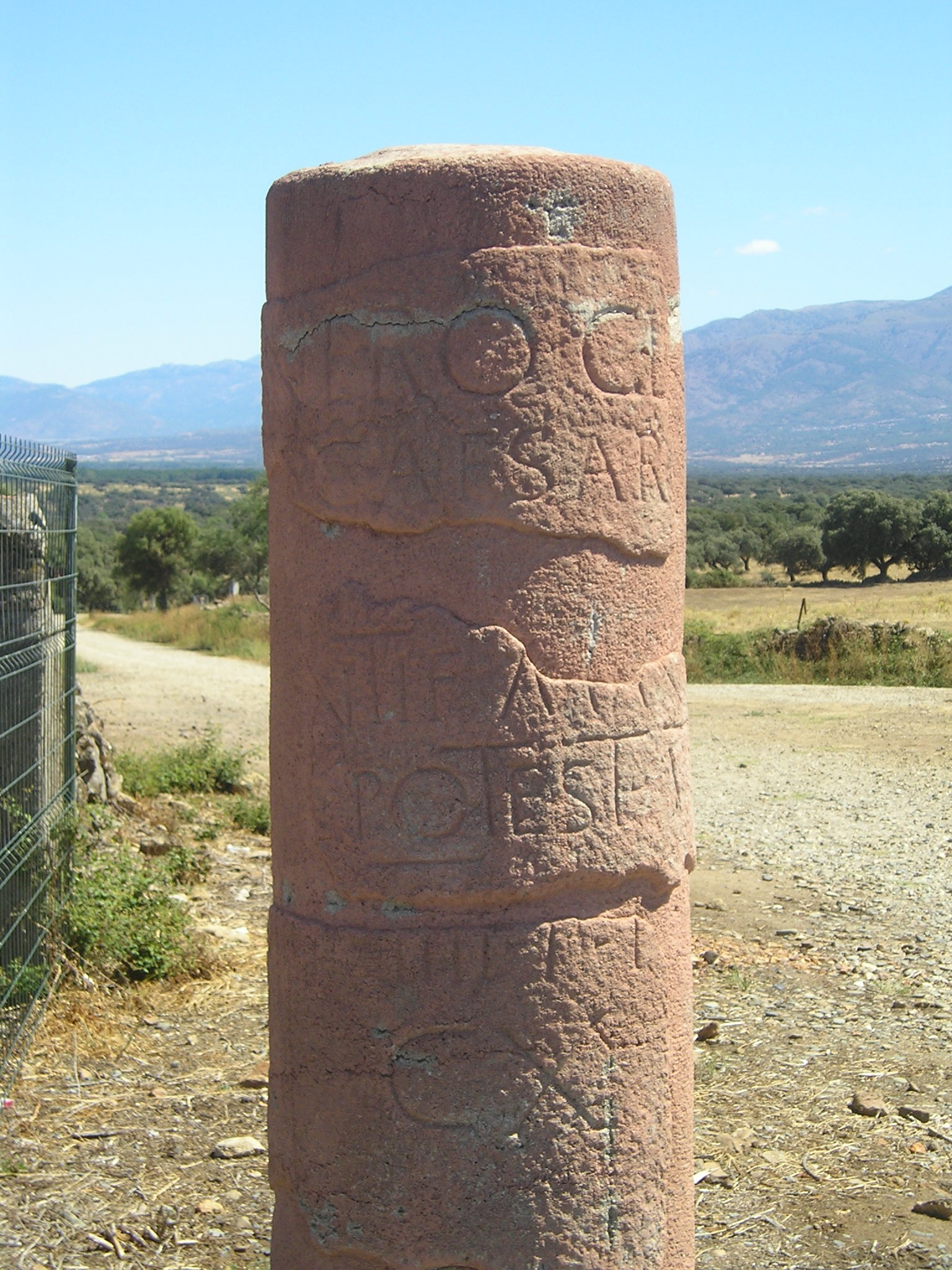
Mil·liari de Neró a la ciutat de Càparra, al nord de Càceres.

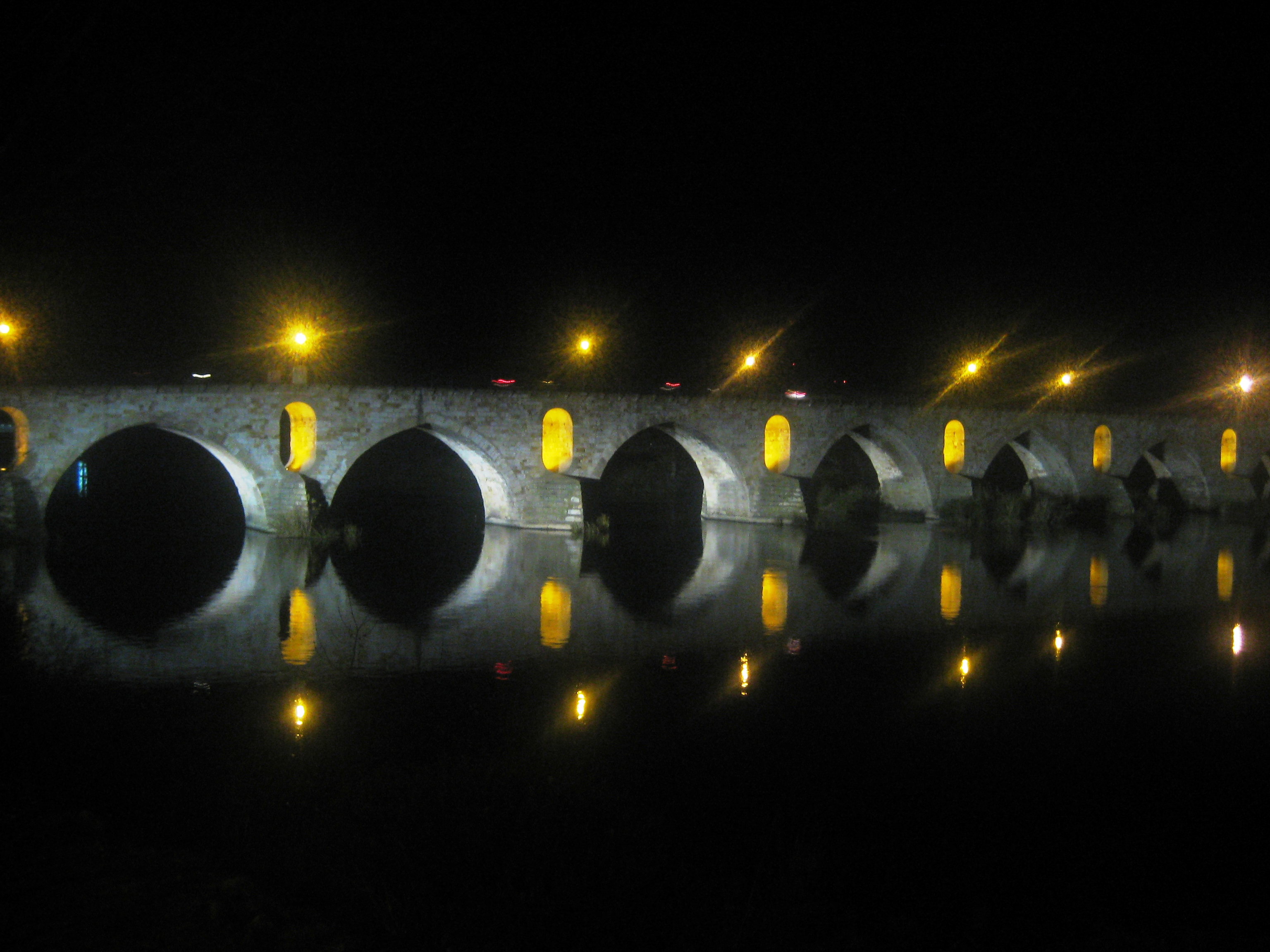
Pont de pedra de Zamora, sobre el riu Duero.

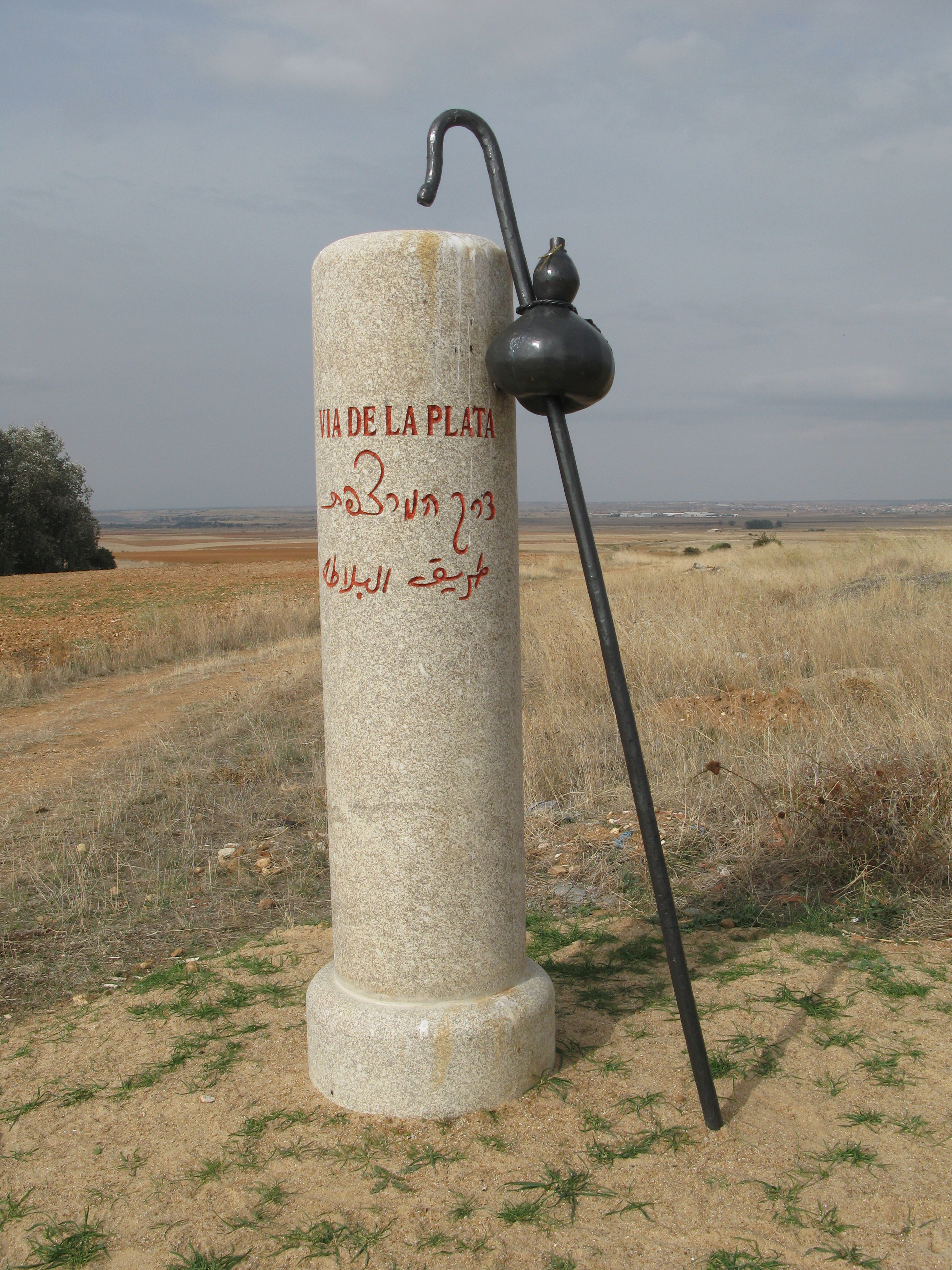
Monòlit de la Via de la plata a la calçada de Peñausende.

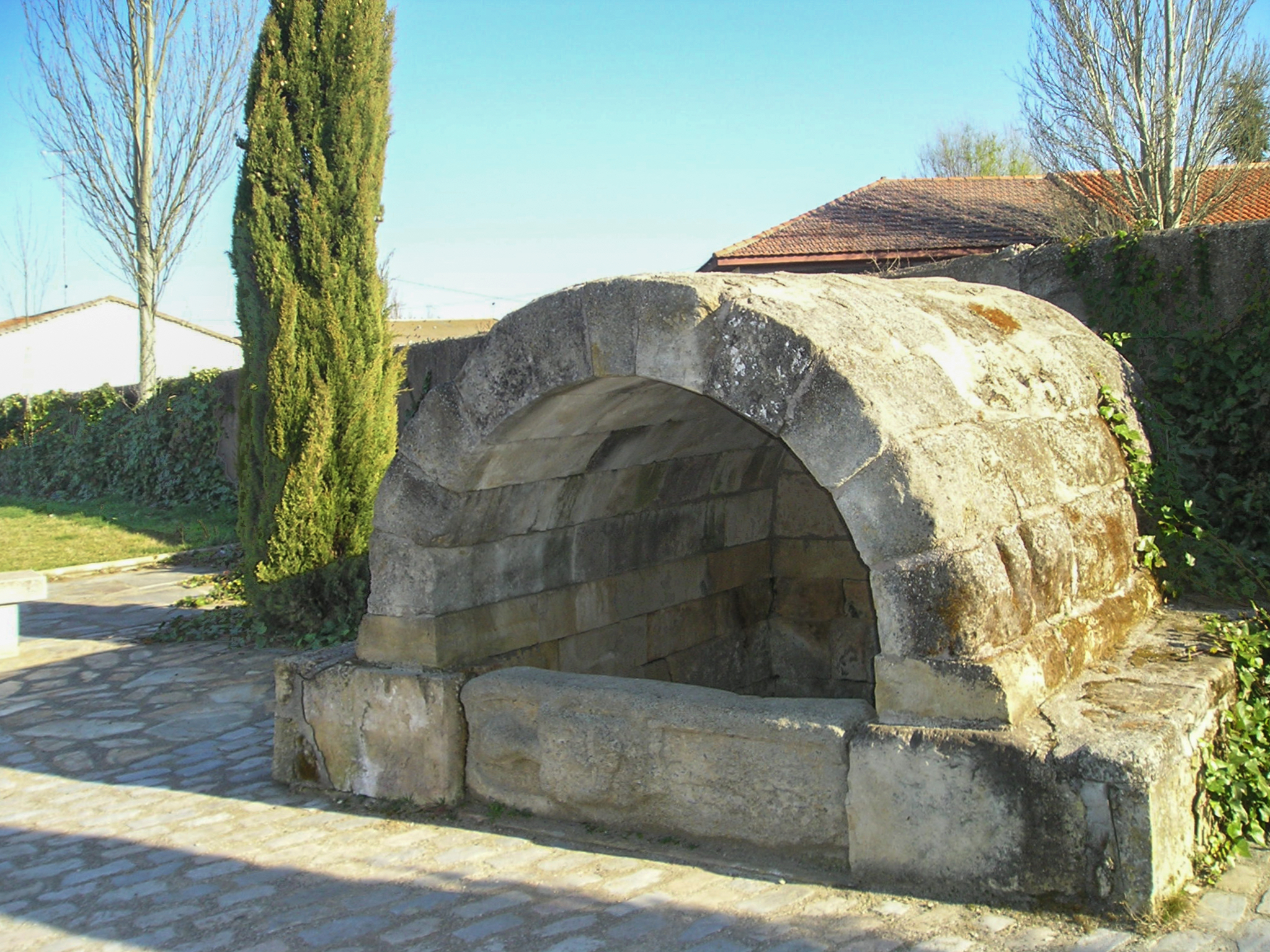
La Font Bona a la calçada de Valdunciel (Salamanca), font d'origen romà, on es reutilitza un got amb una estela antropomorfa.

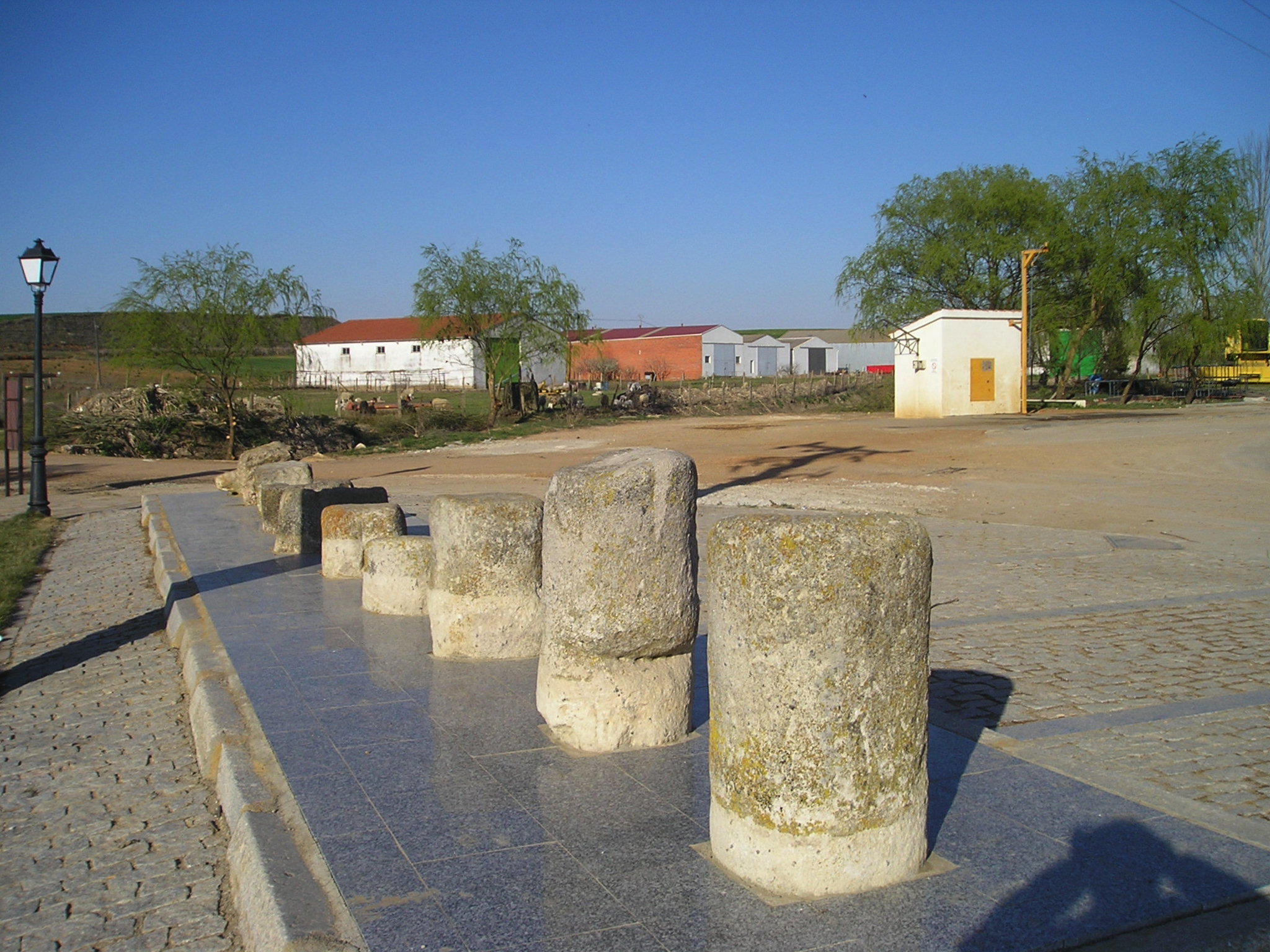
Mil·liari seccionat a la Calçada de Valdunciel, al costat del rierol Valdunciel, per on passava la Via de la plata a uns 14 km. al nord de Salamanca.

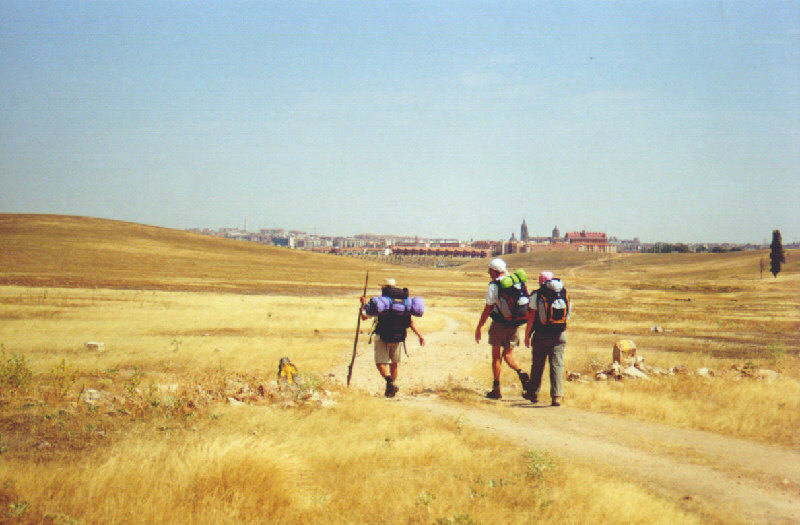
Pelegrins arribant a Salamanca per la Via de la plata.

Pel que fa a l'evolució posterior de la calçada, mentre avançava cap al sud la conquesta cristiana de la Península, la Via de la plata, com a itinerari bàsic de la geografia hispana de la zona occidental (per la seva pròpia configuració) va començar a servir també com a camí de pelegrinatge cap a Santiago de Compostel·la des del sud, un ús que encara manté, i també ha va continuar sent una via important de trànsit. Va ser amb la creació del sistema de comunicacions radials a partir del segle xviii quan la seva importància es va reduir. Va recuperar un ús regular a la segona meitat del segle xx, tot i que ja amb el traçat de la nova carretera, aliena en molts casos a la vella calçada.
Reinvenció moderna de la Via
La idoneïtat del traçat de la Via de la Plata explica que, ja en època contemporània, el recorregut de la carretera N-630, eix principal de comunicació de l'oest peninsular, en línies generals mantingués el seu traçat. L'equívocament denominada Ruta de la plata va passar a allargar el seu itinerari fins a Gijón pel nord i fins a Sevilla pel sud, ampliant el seu traçat original per arribar a ciutats de més importància, com Lleó, i deixant de passar pel nucli d'Astorga, que antigament havia estat un punt fonamental al final de la via.
L'alcalde d'aquesta última població ha alçat la veu en diverses ocasions per criticar l'abandó que pateix la ciutat en la posada en valor de la Via de la plata. En aquest sentit, la ciutat lleonesa s'ha vist recolzada per diverses institucions, com la Universitat de Lleó, i especialistes, com els catedràtics d'Història Narcís Santos Yanguas, Valentín Cabero i Manuel Abilio Rabanal Alonso, que sempre s'ha mostrat defensor del traçat històric de la Via i del paper que hi ha jugat Astorga.

## Restes arqueològiques

### Mil·liaris
Queden diversos trams amb restes visibles de la calçada antiga. Encara que s'han fet nombrosos estudis parcials, de mil·liaris i trams concrets, l'única monografia científica que se n'ha fet data del 1974 i es va complementar el 1995, quan es van catalogar i estudiar els 189 mil·liaris, alguns coneguts i altres inèdits. Aquest estudi va permetre confirmar els recorreguts corresponents entre les localitats on estaven situats o es troben en l'actualitat, i suggerir aquells recorreguts intermedis que no els conserven.

### Ponts
- Pont d'Alconétar

### Mansions
| Mansió            | Correspondència                                         | Distància    |
| ----------------- | ------------------------------------------------------- | ------------ |
| Augusta Emèrita   | Mèrida                                                  | Milia Passum |
| Ad Sorores        | Cases de Don Antonio                                    | XXVI         |
| Castra Caecilia   | Càceres el Vell, al costat de Càceres                   | XX           |
| Turmulos          | En les rodalies de Garrovillas de Alconétar             | XX           |
| Rusticiana        | Galisteo                                                | XXII         |
| Capera            | Cáparra                                                 | XXII         |
| Caelionicco       | Finca de la Vega, Peñacaballera                         | XXII         |
| Ad Lippos         | Valverde de Valdelacasa                                 | XII          |
| Sentice           | Pedrosillo dels Aires                                   | XV           |
| Salmantica        | Salamanca                                               | XXIV         |
| Sabaria o Sibarim | Peñausende                                              | XXI          |
| Ocelum Durii      | Als voltants de Zamora                                  | XXI          |
| Vico Aquario      | Castrotorafe                                            | XVI          |
| Brigeco           | Devesa de Morales de les Cuevas, Castro Gonzalo, Zamora | XXXII        |
| Bedunia           | Sant Martín de Torres                                   | XX           |
| Asturica Augusta  | Astorga                                                 | XX           |

## Itinerari cultural
Des de finals del segle xx, la Via de la plata s'ha revaloritzat com a element turístic i cultural. La tasca de les diverses administracions s'ha centrat en posar en valor un itinerari amb un gran patrimoni històric, artístic, etnogràfic, cultural i natural. De fet, alguns dels nuclis que travessa estan declarats Patrimoni de la Humanitat, com Mèrida, Càceres o Salamanca, i uns altres, com Zamora o Astorga també tenen un important patrimoni. D'altra banda, s'està incentivant el seu ús com a camí de peregrinació, formant part del Camí de Santiago de la Plata.
Aquest treball s'ha concretat en l'elaboració de guies turístiques, itineraris o pàgines web com la presentada per l'Associació de Pobles de la Via de la Plata.

### Patrimoni arqueològic
Hi ha diversos vestigis arqueològics d'època romana que es poden trobar al llarg de la Via. Entre ells hi ha els següents:
- Ruïnes d'Augusta Emèrita a Mèrida.
- Castra Cecilia a Càceres.
- Castra Servilia a Càceres.
- Quart Roure a Càceres.
- El Junquillo a Càceres.
- Mausoleu de Font Bona en Calçada de Valdunciel.
- Ruïnes de Cáparra en Guijo de Granadilla.[21]
- Termes romanes de Montemayor
- Vil·la Romana de Torreáguila a Montijo.
- Ruïnes d'Asturica Augusta a Astorga.

## Centres d'Interpretació
La Via de la plata compta al llarg del camí amb tres centres d'interpretació a Monesterio, Mèrida i Baños de Montemayor que serveixen fonamentalment de suport cultural i guia en el recorregut per la regió. Els centres d'interpretació es defineixen com a espais culturals, que a través del fil conductor que és la Via de la plata, ajuden a comprendre la història de la regió. Aquests centres pertanyen a la xarxa de Museus d'Identitat d'Extremadura.